# العلاقات الأيرلندية الميكرونيسية
العلاقات الأيرلندية الميكرونيسية هي العلاقات الثنائية التي تجمع بين جمهورية أيرلندا وولايات ميكرونيسيا المتحدة.

## مقارنة بين البلدين
هذه مقارنة عامة ومرجعية للدولتين:
| وجه المقارنة                                              | جمهورية أيرلندا                                       | ولايات ميكرونيسيا المتحدة |
| --------------------------------------------------------- | ----------------------------------------------------- | ------------------------- |
| المساحة (كم2)                                             | 70.27 ألف                                             | 702                       |
| عدد السكان (نسمة)                                         | 4.76 مليون                                            | 105.54 ألف                |
| الكثافة السكانية (ن./كم²)                                 | 67.74                                                 | 15.03 ألف                 |
| العاصمة                                                   | دبلن                                                  | باليكير                   |
| اللغة الرسمية                                             | اللغة الأيرلندية، لغة إنجليزية، الإنجليزية الأيرلندية | لغة إنجليزية              |
| العملة                                                    | جنيه أيرلندي، يورو، عملات اليورو الأيرلندية           | دولار أمريكي              |
| الناتج المحلي الإجمالي (بليون دولار)                      | 333.73 مليار                                          | 336.43 مليون              |
| الناتج المحلي الإجمالي (تعادل القوة الشرائية) بليون دولار | 318.16 مليار                                          | 365.27 مليون              |
| الناتج المحلي الإجمالي الاسمي للفرد دولار أمريكي          | 61.13 ألف                                             | 3.02 ألف                  |
| الناتج المحلي الإجمالي للفرد دولار أمريكي                 |                                                       |                           |
| مؤشر التنمية البشرية                                      | 0.916                                                 | 0.640                     |
| رمز المكالمات الدولي                                      | +353                                                  | +691                      |
| رمز الإنترنت                                              | .ie                                                   | .fm                       |
| المنطقة الزمنية                                           | 00، ت ع م+01:00، أوروبا/دبلن ‏                         |                           |

## منظمات دولية مشتركة
يشترك البلدان في عضوية مجموعة من المنظمات الدولية، منها:
| علم المنظمة | اسم المنظمة                               | تاريخ انضمام جمهورية أيرلندا | تاريخ انضمام ولايات ميكرونيسيا المتحدة |
| ----------- | ----------------------------------------- | ---------------------------- | -------------------------------------- |
|             | بنك التنمية الآسيوي                       | 2006                         | 1990                                   |
|             | مؤسسة التنمية الدولية                     | 22 ديسمبر 1960               | 24 يونيو 1993                          |
|             | يونسكو                                    | 3 أكتوبر 1961                | 19 أكتوبر 1999                         |
|             | وكالة ضمان الاستثمار متعدد الأطراف        | 27 أكتوبر 1989               | 11 أغسطس 1993                          |
|             | الأمم المتحدة                             | 14 ديسمبر 1955               | 17 سبتمبر 1991                         |
|             | البنك الدولي للإنشاء والتعمير             | 8 أغسطس 1957                 | 24 يونيو 1993                          |
|             | الاتحاد الدولي للاتصالات                  | 8 ديسمبر 1923                | 18 مارس 1993                           |
|             | منظمة حظر الأسلحة الكيميائية              | ?                            | ?                                      |
|             | مؤسسة التمويل الدولية                     | 11 سبتمبر 1958               | 24 يونيو 1993                          |
|             | المركز الدولي لتسوية المنازعات الاستشارية | 7 مايو 1981                  | 24 يوليو 1993                          |

## وصلات خارجية
- موقع وزارة الخارجية الأيرلندية